# Estampilla fiscal

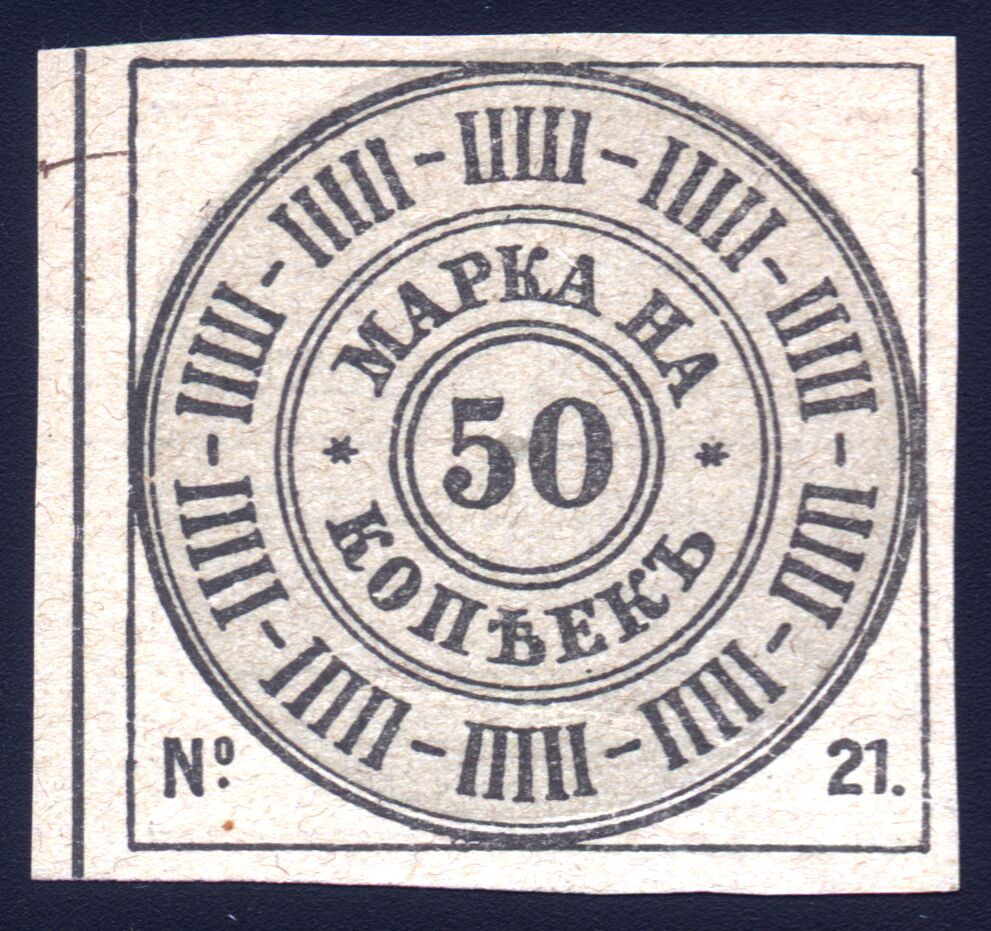

Una estampilla fiscal (en ruso: Податная марка) es una forma no postal de estampilla que sirven para el pago de los impuestos al estado. Se introdujeron en 1893 en algunas localidades de Rusia y en Turquestán por iniciativa de Podolia. M. A. Skibinski propuso introducir para los iletrados un sistema de impuestos basado en estampillas, el cual excluiría los registros contables y sería inteligible para todos. Su propuesta se basaba en el hecho que la población rural estaba acostumbrada desde tiempo antiquísimos a calcular con los terratenientes por el uso de la tierra mediante los llamados “recibos”, existente desde décadas y siglos. En el cálculo de pagos con estampillas fiscales Skibinski reemplazó estas constancias de pago manuscritos por sellos impresos.
- Datos: Q4366997